# 6108 Glebov
6108 Glebov eller 1971 QN är en asteroid i huvudbältet som upptäcktes den 18 augusti 1971 av den ryska astronomen Tamara Smirnova vid Krims astrofysiska observatorium på Krim. Den har fått sitt namn efter den rysk-sovjetiske vetenskapsmannen Igor Glebov (1914–2002).
Asteroiden har en diameter på ungefär tre kilometer.